# Estación de Oxford
La estación de Oxford (en inglés: Oxford railway station) es la principal estación ferroviaria de la ciudad de Oxford (Inglaterra). Se encuentra en el oeste del centro urbano, formando la línea del ferrocarril una barrera que separa el barrio de Botley de la parte central de la ciudad. Existe otra estación en el norte de la ciudad, denominada Oxford Parkway.

## Historia
La llegada del ferrocarril a Oxford se produjo en 1844 con la inauguración de la línea que conectaba la primitiva estación término con la Great Western Main Line (línea principal Londres - oeste de Inglaterra), por parte de Great Western Railway (GWR).
La estación en la disposición actual se abre en 1852, con la inauguración de la línea hacia Banbury y Birmingham, que daba continuidad al ferrocarril hacia el norte. En el año 1971 se acomete una gran reforma de la estación, que incluye la construcción de nuevas dependencias. A comienzos de la década de 2010 se volvieron a ejecutar una serie de actuaciones en el entorno para permitir ampliar la capacidad de la estación y posibilitar la creación de nuevos servicios ferroviarios, de la mano de Chiltern Railways.
La estación está administrada por Great Western Railway.

## Servicios
Existen tres operadoras ferroviarias que prestan servicio en la estación: Great Western Railway, Chiltern Railways y Crosscountry.
- Great Western Railway es la principal operadora, además de ser la empresa que gestiona la estación. Presta servicios de tipología Intercity entre Londres Paddington y Oxford vía Reading, con una frecuencia de 30 minutos en días laborables, que se reduce a un servicio a la hora en fines de semana. Algunos de estos servicios son prolongados hacia la línea de Cotswold, finalizando en Moreton-in-Marsh, Gloucester o Hertford. Por otra parte, también opera servicios de proximidad entre Didcot, Oxford y Banbury, que posibilitan hacer transbordo en Didcot hacia otros trenes con destino Bristol Temple Meads, Gales o alcanzar Londres a través de trenes de cercanías con paradas en todas las estaciones de la línea.
- Chiltern Railways conecta también con Londres, en concreto con la estación de Marylebone, a través de la línea que transcurre por High Wycombe. Estos servicios, con una frecuencia similar a los que oferta GWR, emplean un tiempo de viaje ligeramente superior, al recorrer un trazado menos directo.
- CrossCountry presta servicios transversales que recorren Inglaterra de norte a sur, con cabeceras en Mánchester, Newcastle o York (incluso algún servicio se inicia en Edimburgo), teniendo como destinos Reading, Southampton o Bournemouth. Las estaciones servidas en el tramo común son Birmingham New Street, Leamington Spa, Banbury o Reading, mientras que el resto de destinos se alternan según el trayecto de cada servicio. Circula un tren por sentido cada 30 minutos en el tramo central.